# Casa de Santa Anna de Merola
La Casa de Santa Anna de Merola és una masia fortificada amb elements gòtics al terme municipal de Pineda de Mar (el Maresme) inclosa a l'Inventari del Patrimoni Arquitectònic de Catalunya. Noms alternatives són torre de Merola o torre de Manola.
La casa de Santa Anna era un alou del castell de Montpalau. Aquesta situació, a l'època feudal, ens diu com n'era considerada durant els segles xii i xiii i, per tant, les propietats que tenien també eren importants. Hi residiren els Comtes de Creixell. S'hi van afegir noves construccions i reformes fins a arribar a nosaltres. Els darrers propietaris es deien Borrell, i van haver de deixar la casa pel seu mal estat. Darrerament es vengueren les terres dels entorns, i sols es quedaren les parets al clos dels murs del pati.
Masia fortificada a l'entorn d'una torre cilíndrica de la qual només resten les ruïnes de la casa: restes de les escales d'accés a les dues plantes i part de les parets mestres. La superfície de la planta baixa edificada és de 241 metres quadrats, més la capella (també enrunada). El celler és de 207 m², i tenia tres naus. La teulada és a quatre vessants. Els edificis eren units per un pati vorejat d'un mur amb el portal d'accés. La construcció principal és del segle xv i conserva elements com les finestres, de les quals es conserven només les decoracions dels suports laterals de les llindes, molt malmeses. Té altres finestres rectangulars amb llinda recta i rodejades de motllura. No es conserva res del portal rodó adovellat. El material bàsic de construcció és la pedra combinant la maçoneria i els carreus al angles.
La capella de Santa Ana, que ha donat el nom al conjunt, és d'una sola nau i està situada al pati davanter al costat dret del portal d'accés al recinte. A la façana encara s'hi pot veure les restes de l'espadanya i el portal rodó adovellat. A la construcció s'hi combina l'obra vista arrebossada i la pedra irregular. Probablement data del segle xvii o xviii.